# Bart kazisvět
Bart kazisvět (v anglickém originále Bart vs. Thanksgiving) je 7. díl 2. řady (celkem 20.) amerického animovaného seriálu Simpsonovi. Scénář napsal John Swartwelder a díl režíroval David Silverman. V USA měl premiéru dne 22. listopadu 1990 na stanici Fox Broadcasting Company a v Česku byl poprvé vysílán 21. května 1993 na stanici ČT1.

## Děj
Líza vyrobí složitý dekorativní roh hojnosti na stůl ke Dni díkůvzdání. Patty a Selma ignorují Marginy pokyny, aby si nenosily vlastní jídlo, a přinesou švédské masové kuličky a pstruha s mandlemi. Zároveň ji rozzlobí, když naznačí, že její krocan bude suchý. Přijde matka sester Jaqueline Bouvierová, která si stěžuje na laryngitidu a řekne Marge, že nikdy nic nedělá správně. Homer vyzvedne dědečka z domova důchodců. 
Jakmile se Simpsonovi shromáždí, usedají k večeři na Den díkůvzdání. Když Líza položí na stůl roh hojnosti, pohádá se s Bartem o to, kam ho má dát, protože na krocana nezbývá místo. Při následné hádce Bart úmyslně hodí roh hojnosti do krbu a ten shoří na popel. Rozzuřená Líza napadne Barta, ale Homer s Marge je od sebe oddělí a zničená a zdrcená Líza s pláčem uteče do svého pokoje. Marge a Homer se na Barta zlobí, že způsobil incident během jejich večeře na Den díkůvzdání, a pošlou ho do jeho pokoje. Marge mu pak řekne, že zničil Díkůvzdání, a později mu oznámí, že mu nedovolí jíst večeři, dokud se Líze upřímně neomluví. Bart to tvrdošíjně odmítá a trvá na tom, že za incident může Líza, ne on. 
Poté, co Homer vykáže Spasitele z domu za krádež krocaního stehna, Bart se psem uteče z domu. Pokusí se ukrást koláč chladící se na okenním parapetu v sídle pana Burnse, ale Burnsovi psi ho zaženou. Při bloudění po ulicích Bart použije Homerův průkaz, aby prodal svou krev, a – poté, co omdlí – je přiveden do jídelny, kde se podává večeře na Den díkůvzdání bezdomovcům. Kent Brockman dělá s Bartem v jídelně rozhovor pro reportáž o lidech. Simpsonovi uvidí reportáž v televizi a zavolají policii v naději, že jim pomůže Barta najít a přivést domů. Když se policii nepodaří Barta najít, Homer a Marge litují, že řekli závažné věci, které ho vyhnaly. 
Bart se později vrací domů s výčitkami svědomí, když vidí, jak nuzně žijí bezdomovci u chleba. Než vejde do domu, představuje si, jak ho rodina obětním beránkem obviňuje ze všech svých problémů, když se omluví za to, že zkazil Den díkůvzdání. Jakmile si uvědomí, že tento scénář je jen v jeho hlavě, vyleze na střechu domu, aby zvážil své rozhodnutí. Když uslyší Lízu plakat, protože se jí stýská, Bart ji vyzve, aby se k němu na střeše připojila. Nakonec si uvědomí, že to, co udělal, bylo špatné, a omluví se jí, zatímco Homer a Marge, kteří předtím totéž udělají s Bartem za to, že mu řekli drsné věci, hrdě přihlížejí a Bart s Lízou se znovu připojí k rodině, aby si vychutnali jídlo ze zbytků na Den díkůvzdání a ukázali rodinného ducha, který při předchozím debaklu chyběl. 

## Produkce
Scénář epizody napsal George Meyer a režíroval ji David Silverman. Byl to první Meyerův scénář k seriálu a podle jeho názoru udělal „docela dost chyb, ale celkově to dopadlo opravdu dobře“. Štáb se rozhodl udělat díl o Dni díkůvzdání poté, co zjistil, že epizoda bude odvysílána ve čtvrtek 22. listopadu 1990 (Den díkůvzdání). Nápad, aby Bart vylezl na střechu, navrhl Meyer, jenž sám chodil na střechu, když se hádal s rodinou.
Dabér Greg Berg hostoval v roli Roryho, jednoho z bezdomovců v jídelně. Margina matka Jackie Bouvierová, kterou namluvila Julie Kavnerová, se v epizodě poprvé fyzicky objevuje v seriálu Simpsonovi; poprvé byla zmíněna v retrospektivě dílu 1. řady Smutná Líza. Bill a Marty, které namluvil Dan Castellaneta, respektive Harry Shearer, se také poprvé objevují vizuálně, ačkoli byli slyšet v rádiu v předchozích epizodách, včetně dílu Bart propadá. Jsou to dva moderátoři rozhlasových pořadů a dýdžejové springfieldské rozhlasové stanice KBBL. Homer poslouchá jejich rozhlasovou show, když jede vyzvednout dědečka do domova důchodců na večeři na Den díkůvzdání.
V Bartově fantazii Maggie říká: „To je tvoje chyba, že neumím mluvit!“. Tuto hlášku namluvila Carol Kaneová, ačkoli nebyla uvedena v titulcích.

## Kulturní odkazy
Na začátku epizody sledují Homer a Bart Macy's Thanksgiving Day Parade, každoroční přehlídku ve Spojených státech, jejíž součástí jsou héliové balónky vymodelované podle slavných fiktivních postav. Když Homer a Bart mluví o balónech vymodelovaných podle Bullwinkla a Underdoga, Simpsonovi jsou autoreferencí, protože Homer říká Bartovi, že kdyby průvod „proměnil každou kreslenou postavičku s bleskem v balón, byla by to fraška“, načež je v televizi v pozadí vidět obří balón s Bartem. Ne náhodou byl rok 1990 rokem, kdy byl Bart proměněn v balón pro Macy's Thanksgiving Day Parade. Při sledování fotbalového zápasu na Den díkůvzdání Homer říká, že fandí týmu Dallas Cowboys. Dva z fiktivních hráčů Dallas Cowboys se jmenují Jay Kogen a Wallace Wolodarsky podle dvou scenáristů seriálu Simpsonovi.
Píseň, jež hraje v rádiu během přestávky fotbalového zápasu na Den díkůvzdání, je „Get Dancin'“ od Disco-Tex and the Sex-O-Lettes. Zápas se hraje v Pontiac Silverdome, tehdejším domově týmu Detroit Lions, který hraje také na Den díkůvzdání. Báseň, kterou Líza vidí psát ve svém pokoji poté, co je její ústřední dílo zničeno, je odkazem na báseň Allena Ginsberga „Howl“. Líza má také na poličce vedle románu Jacka Kerouaca Na cestě a sbírky básní Edgara Allana Poea knihu Ginsbergových děl. Bart se cítí hladový a rozhodne se ukrást jídlo starému bohatému panu Burnsovi, který bydlí na rohu Kroisa a Mamona, dvou mytologických postav chamtivosti. Člen Burnsovy ochranky čte román Bídníci.

## Přijetí
V původním vysílání skončil díl v týdnu od 19. do 25. listopadu 1990 na 37. místě v žebříčku sledovanosti s ratingem 11,9, což odpovídá přibližně jedenácti milionům domácností. Byl to třetí nejsledovanější pořad na stanici Fox v tomto týdnu, hned po pořadech Ženatý se závazky a In Living Color.
Po odvysílání epizoda získala od televizních kritiků převážně pozitivní hodnocení. Autoři knihy I Can't Believe It's a Bigger and Better Updated Unofficial Simpsons Guide napsali: „Margina matka Jackie je ve svém prvním skutečném vystoupení obzvláště noční můrou. Závěrečná pasáž na střeše s Lízou a Bartem je krásná a Homerův komentář k Marge je kouzelným zakončením dobré epizody.“. Colin Jacobson z DVD Movie Guide uvedl, že epizoda „si po většinu času udržovala příjemně neuctivý tón – dostatečně neuctivý na to, aby byla přinejmenším zábavná“, a dodal: „Interakce rodin Simpsonových a Bouvierových u večeře byla úžasná. (…) Bart kazisvět byl dalším vítězem.“.
Bryce Wilson ze Cinema Blend uvedl, že Bart kazisvět a Lízin let do nebe, další díl 2. řady, byly první epizody, které po divácích „chtěly, aby jim na postavách skutečně záleželo, a fungovaly skvěle“. Dawn Taylor z The DVD Journal i Jacobson si mysleli, že nejpamátnější hláškou dílu byla hláška Jacqueline k Marge: „Mám laryngitidu a bolí mě mluvit, takže řeknu jen jednu věc – nikdy nic neuděláš správně.“.